# 浅野ゆう子の仰天グルメ旅
浅野ゆう子の仰天グルメ旅（あさのゆうこのぎょうてんグルメたび）は、テレビ朝日系「サンデープレゼント」＋「日曜ワイド」枠で年に1回放送されていたシリーズ企画のバラエティ番組。
浅野ゆう子、神田川俊郎、男性タレントのアシスタントが世界各国の楽園リゾートで旅をする。

## 番組内容
女優・浅野ゆう子が料理家・神田川俊郎に料理を作り味わう名目で世界各国の食材に求めて旅するが、実際は神田川俊郎がオリジナル料理を作り、浅野ゆう子がどれくらい満足度をさせようするかという企画である。または、神田川が体を張る企画もある。

## 出演者
- 浅野ゆう子
- 神田川俊郎
- 宍戸開（初代アシスタント）
- 野々村真（2代目アシスタント）
- パンチ佐藤（3代目アシスタント）
- 肥後克広（4代目アシスタント）
- 石井正則（5代目アシスタント）
- バッキー木場（ナレーション）

## 放送日
- 第1弾 : エジプト
- 第2弾 : ニューカレドニア（2000年4月2日）
- 第3弾 : タイ・プーケット（2000年8月13日）
- 第4弾 : メキシコ
- 第5弾 : フィジー
- 第6弾 : フィリピン・セブ島（2003年7月12日）
- 第7弾 : オーストラリア・メルボルン（2004年）
- 第8弾 : バリ島（2005年）
- 第9弾 : マレーシア（2006年）
- 第10弾 : タイ・クラビー（2007年7月15日日曜日14:00～15:25）

## スタッフ

### 第10弾
- 構成 : 外山信行
- CAM : 杉村智司
- VE : 奥山雅章
- CA : 小川徹
- 編集 : 荒川雅行
- MA : 熊倉翔太郎
- 音効 : 門脇弘幸
- スタイリスト : 江島モモ
- ヘアメイク : 中山ともみ
- 編成 : 松久智治（テレビ朝日）
- デスク : 佐藤まゆみ（テレビ朝日）
- 演出 : 中原智樹
- プロデューサー : 谷村幸治（テレビ朝日）、本間謙二、柏木貴恵
- 技術協力 : MARIPOSA、東洋レコーディング、TSP
- 制作 : テレビ朝日、ドリーミング